# Antonio María Javierre Ortás
Antonio María Javierre Ortás S.D.B. (21 de febrer de 1921, Siétamo, Osca - 1 de febrer de 2007, Roma) fou un cardenal espanyol salesià de la Cúria Pontifícia.

## Biografia
Quan tenia dinou anys ingressà a la Societat Salesiana i fou ordenat sacerdot el 24 d'abril del 1949, nou anys després.
Estudià teologia a la Universitat Pontifícia de Salamanca i continuà els estudis a Roma i a Lovaina.
Fou ordenat sacerdot el 1949. El 1976 fou nomenat secretari de la Congregació per a l'Educació Catòlica i consagrat bisbe. Entre el 1988 i el 1991 fou Prefecte de l'Arxiu Vaticà i de la Biblioteca Vaticana. El Papa Joan Pau II li atorgà el títol de cardenal diaca el 28 de juny del 1988 Del 1996 al 1999 ocupà el càrrec de Prefecte de la Congregació pel Culte Diví i la Disciplina dels Sagraments. Fou ascendit a cardenal prevere el 9 de gener del 1999.
Durant els darrers mesos de la seva vida inicià un tractament de diàlisi. Un dia abans de morir estigué fent missa amb motiu de la celebració de Sant Joan Bosco. Va morir l'1 de febrer del 2007 a Roma a causa d'un infart amb 85 anys.